# Monthelie
Monthelie település Franciaországban, Côte-d’Or megyében. Lakosainak száma 146 fő (2022. január 1.). Monthelie Saint-Romain, Volnay, Auxey-Duresses és Meursault községekkel határos.

## Népesség
A település népességének változása:
| Lakosok száma | 220  | 198  | 193  | 176  | 156  | 160  | 162  | 166  | 159  | 146  |
|               | 1968 | 1982 | 1990 | 2006 | 2013 | 2015 | 2017 | 2019 | 2020 | 2022 |